# Estación de Taga Taisha-mae
La Estación de Taga Taisha-mae (多賀大社前駅 Taga Taisha-mae-eki?) es una estación de tren localizada en Taga, Shiga, Japón. La estación se encuentra cerca de Taga Taisha, uno de los santuarios sintoístas más famosos de Shiga.

## Líneas
- Ohmi Railway
  - Línea Taga

## Historia
- 1914 - La línea abre junto a esta estación
- 1925 - El recorrido se electrifica
- 1998 - La Estación de Taga es renombrada a Estación de Taga Taisha-mae

## Estaciones adyacentes
| «                          | «                          | Servicio                   | »                          | »                          |
| Línea Taga de Ohmi Railway | Línea Taga de Ohmi Railway | Línea Taga de Ohmi Railway | Línea Taga de Ohmi Railway | Línea Taga de Ohmi Railway |
| -------------------------- | -------------------------- | -------------------------- | -------------------------- | -------------------------- |
| Screen                     |                            | Local                      |                            | Terminal                   |